# The Beautiful Experience (альбом Прінса)
The Beautiful Experience — мініальбом американського співака та композитора Прінса, випущений 17 травня 1994 року. Другий альбом Прінса, який він випустив під своїм ніком — невимовним символом. Альбом зайняв 92 сходинку в Billboard 200, а також 18 сходинку в чартах Великої Британії.

## Список композицій
| #  | Назва                                  | Тривалість |
| -- | -------------------------------------- | ---------- |
| 1. | «Beautiful»                            | 5:56       |
| 2. | «Staxowax»                             | 5:14       |
| 3. | «Mustang Mix»                          | 6:20       |
| 4. | «Flutestramental»                      | 3:36       |
| 5. | «Sexy Staxaphone and Guitar»           | 3:54       |
| 6. | «Mustang Instrumental»                 | 3:26       |
| 7. | «The Most Beautiful Girl in the World» | 4:42       |

| Японські бонус-треки | Японські бонус-треки                       | Японські бонус-треки |
| #                    | Назва                                      | Тривалість           |
| -------------------- | ------------------------------------------ | -------------------- |
| 8.                   | «Beautiful Extended Club Version»          | 6:26                 |
| 9.                   | «Sax Mix» (також відомий як «Brian's Mix») | 4:32                 |

### Промо
| Список композицій промо-версії | Список композицій промо-версії | Список композицій промо-версії |
| #                              | Назва                          | Тривалість                     |
| ------------------------------ | ------------------------------ | ------------------------------ |
| 1.                             | «Staxowax»                     | 5:00                           |
| 2.                             | «Mustang Mix»                  | 6:22                           |
| 3.                             | «Brian's Mix»                  | 4:30                           |
| 4.                             | «Beautiful»                    | 3:55                           |
| 5.                             | «Original Mix»                 | 4:39                           |

## Чарти
Мініальбом потрапив і до чартів альбомів, і до чартів синглів, в залежності від правид чартів конкреної країни. У Швейцарії мініальбом потрапив до чарту альбомів на один тиждень, а наступного тижня потрапив до чарту синглів.
| Чарт (1994)                                  | Найвища позиція |
| -------------------------------------------- | --------------- |
| Австралія (ARIA)                             | 14              |
| Австрія (Ö3 Austria Top 75)                  | 16              |
| Німеччина German Albums (Offizielle Top 100) | 29              |
| Нова Зеландія (RIANZ)                        | 47              |
| Spanish Albums (AFYVE)                       | 13              |
| Швеція Swedish Albums (Sverigetopplistan)    | 32              |
| Швейцарія (Media Control AG)                 | 4               |
| Швейцарія Swiss Albums (Schweizer Hitparade) | 21              |
| Велика Британія (Official Charts Company)    | 18              |
| США Billboard 200                            | 92              |